# Paříž–Nice 2025
83. ročník etapového cyklistického závodu Paříž–Nice se konal mezi 9. a 16. březnem 2025 ve Francii.
Závod byl součástí UCI World Tour 2025 na úrovni 2.UWT a byl šestým závodem tohoto seriálu.

## Týmy
Závodu se zúčastní všech 18 UCI WorldTeamů a 4 UCI ProTeamy.
UCI WorldTeamy
- Alpecin–Deceuninck
- Arkéa–B&B Hotels
- Cofidis
- Decathlon–AG2R La Mondiale
- EF Education–EasyPost
- Groupama–FDJ
- Ineos Grenadiers
- Intermarché–Wanty
- Lidl–Trek
- Movistar Team
- Red Bull–Bora–Hansgrohe
- Soudal–Quick-Step
- Team Bahrain Victorious
- Team Picnic PostNL
- Team Jayco–AlUla
- UAE Team Emirates XRG
- Visma–Lease a Bike
- XDS Astana Team

UCI ProTeamy
- Team TotalEnergies
- Uno-X Mobility
- Tudor Pro Cycling Team
- Caja Rural-Seguros RGA

## Trasa a etapy
| Etapa         | Datum         | Trasa                                         | Vzdálenost            | Typ                   | Typ                   | Vítěz                  |
| ------------- | ------------- | --------------------------------------------- | --------------------- | --------------------- | --------------------- | ---------------------- |
| 1             | 9. března     | Le Perray-en-Yvelines – Le Perray-en-Yvelines | 156,5 km              |                       | Rovinatá etapa        | Tim Merlier (BEL)      |
| 2             | 10. března    | Montesson – Bellegarde                        | 183,9 km              |                       | Zvlněná etapa         | Tim Merlier (BEL)      |
| 3             | 11. března    | circuit de Nevers Magny-Cours – Nevers        | 28,4 km               |                       | Týmová časovka        | Visma–Lease a Bike     |
| 4             | 12. března    | Vichy – La Loge des Gardes                    | 163,4 km              |                       | Zvlněná etapa         | João Almeida (POR)     |
| 5             | 13. března    | Saint-Just-en-Chevalet – La Côte-Saint-André  | 196,5 km              |                       | Středně těžká etapa   | Lenny Martinez (FRA)   |
| 6             | 14. března    | Saint-Julien-en-Saint-Alban – Berre-l'Étang   | 209,8 km              |                       | Zvlněná etapa         | Mads Pedersen (DEN)    |
| 7             | 15. března    | Nice – Auron                                  | 147,8 km 109.3 km     |                       | Zvlněná etapa         | Michael Storer (AUS)   |
| 8             | 16. března    | Nice – Nice                                   | 119,9 km              |                       | Středně těžká etapa   | Magnus Sheffield (USA) |
| Celková délka | Celková délka | Celková délka                                 | 1 206,2 km 1 167,7 km | 1 206,2 km 1 167,7 km | 1 206,2 km 1 167,7 km | 1 206,2 km 1 167,7 km  |

## Průběžné pořadí
| Etapa          | Vítěz              | Celkové pořadí   | Bodovací soutěž | Vrchařská soutěž   | Soutěž mladých jezdců | Soutěž týmů        | Cena bojovnosti  |
| -------------- | ------------------ | ---------------- | --------------- | ------------------ | --------------------- | ------------------ | ---------------- |
| 1              | Tim Merlier        | Tim Merlier      | Tim Merlier     | Alexandre Delettre | Magnus Sheffield      | XDS Astana Team    | Samuel Fernández |
| 2              | Tim Merlier        | Tim Merlier      | Tim Merlier     | Alexandre Delettre | Mick van Dijke        | XDS Astana Team    | Jonas Abrahamsen |
| 3              | Visma–Lease a Bike | Matteo Jorgenson | Tim Merlier     | Alexandre Delettre | Florian Lipowitz      | Visma–Lease a Bike | neuděleno        |
| 4              | João Almeida       | Jonas Vingegaard | Tim Merlier     | João Almeida       | Mattias Skjelmose     | Ineos Grenadiers   | Tobias Foss      |
| 5              | Lenny Martinez     | Matteo Jorgenson | Tim Merlier     | João Almeida       | Florian Lipowitz      | Ineos Grenadiers   | Ben Swift        |
| 6              | Mads Pedersen      | Matteo Jorgenson | Mads Pedersen   | Thomas Gachignard  | Florian Lipowitz      | Ineos Grenadiers   | Rémi Cavagna     |
| 7              | Michael Storer     | Matteo Jorgenson | Mads Pedersen   | Thomas Gachignard  | Florian Lipowitz      | Ineos Grenadiers   | Michael Storer   |
| 8              | Magnus Sheffield   | Matteo Jorgenson | Mads Pedersen   | Thomas Gachignard  | Florian Lipowitz      | Ineos Grenadiers   | Mads Pedersen    |
| Konečné pořadí | Konečné pořadí     | Matteo Jorgenson | Mads Pedersen   | Thomas Gachignard  | Florian Lipowitz      | Ineos Grenadiers   | neuděleno        |

## Konečné pořadí
| Legenda | Legenda                         | Legenda | Legenda                               |
| ------- | ------------------------------- | ------- | ------------------------------------- |
|         | Označuje lídra celkového pořadí |         | Označuje lídra soutěže mladých jezdců |
|         | Označuje lídra bodovací soutěže |         | Označuje lídra vrchařské soutěže      |

### Celkové pořadí
| Pořadí | Jezdec                    | Tým                     | Čas         |
| ------ | ------------------------- | ----------------------- | ----------- |
| 1      | Matteo Jorgenson (USA)    | Visma–Lease a Bike      | 26h 26' 42" |
| 2      | Florian Lipowitz (GER)    | Red Bull–Bora–Hansgrohe | + 1' 15"    |
| 3      | Thymen Arensman (NED)     | Ineos Grenadiers        | + 1' 58"    |
| 4      | Magnus Sheffield (USA)    | Ineos Grenadiers        | + 2' 17"    |
| 5      | Michael Storer (AUS)      | Tudor Pro Cycling Team  | + 3' 03"    |
| 6      | João Almeida (POR)        | UAE Team Emirates XRG   | + 3' 57"    |
| 7      | Clément Champoussin (FRA) | XDS Astana Team         | + 4' 00"    |
| 8      | Harold Tejada (COL)       | XDS Astana Team         | + 4' 53"    |
| 9      | Tobias Foss (NOR)         | Ineos Grenadiers        | + 4' 59"    |
| 10     | Ilan Van Wilder (BEL)     | Soudal–Quick-Step       | + 5' 26"    |